# Сан-Джованні-ін-Персічето
Сан-Джованні-ін-Персічето (італ. San Giovanni in Persiceto) — муніципалітет в Італії, у регіоні Емілія-Романья,  метрополійне місто Болонья.
Сан-Джованні-ін-Персічето розташований на відстані близько 330 км на північ від Рима, 21 км на північний захід від Болоньї.
Населення — 27 857 осіб (2014).
Свято покровителя міста Івана Хрестителя відзначається 24 червня.

## Цікаві місця
- Церква Івана Хрестителя в центрі міста зберігає картини болоньських художників Ґуерчіно, Франческо Альбані, Убальдо Ґандольфі та інших. В дзвіниці церкви знаходиться дзвін, відлитий в 1318 році.
- Колишній монастир францисканців

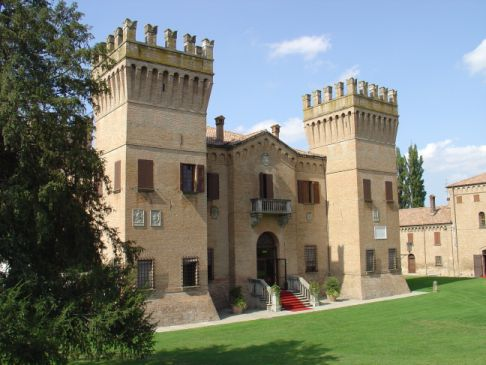
Вілла делла Джованіна

- Вілла делла ДжованінаВілла делла Джованніна, побудована за пректом Себастіана Серліо з фресками школи Ґуерчіно

## Демографія
Населення за роками:

Станом на 1 січня 2023 року в муніципалітеті офіційно проживало 2430 іноземців з 77 країн, серед них 754 громадяни країн Євросоюзу та 120 громадян України.

## Сусідні муніципалітети
- Анцола-делл'Емілія
- Кастельфранко-Емілія
- Кастелло-д'Арджиле
- Ченто
- Кревалькоре
- Сала-Болоньєзе
- Сант-Агата-Болоньєзе